# (6386) Keithnoll
(6386) Keithnoll – planetoida z grupy przecinających orbitę Marsa okrążająca Słońce w ciągu 3 lat i 153 dni w średniej odległości 2,27 j.a. Została odkryta 10 lipca 1989 roku w Obserwatorium Palomar przez Henry'ego Holtę. Nazwa planetoidy pochodzi od Keitha Nolla (ur. 1958), amerykańskiego astronoma. Przed nadaniem nazwy planetoida nosiła oznaczenie tymczasowe (6386) 1989 NK1.